# Xerox
Xerox Holdings Corporation, tidigare The Haloid Photographic Company, är ett amerikanskt tillverkningsföretag grundat år 1906 i Rochester, New York. Företaget har idag sitt huvudkontor i Norwalk, Connecticut, och tar bland annat fram kontorsmaskiner och metoder för dokumenthantering, bland annat kopiatorer.
Företaget, med 27 800 anställda (2019), är verksamt i 160 länder över hela världen. Det svenska dotterbolaget, Xerox Sverige AB, har ca 250 anställda och har sitt huvudkontor i Kista.